# هیروشی هامایا
هیروشی هامایا (انگلیسی: Hiroshi Hamaya; زاده ۲۸ مارس ۱۹۱۵ – درگذشته ۶ مارس ۱۹۹۹ یا ۱۵ مارس ۱۹۹۹) عکاس اهل ژاپن بود.
وی همچنین برندهٔ جوایزی همچون جایزه هاسلبلاد شده‌است.